# Беллатерра
Беллатерра (кат. Bellaterra) — децентралізоване муніципальне утворення муніципалітету Сарданьола-дал-Бальєс, кумарки Бальєс-Уксідантал, провінції Барселона, Каталонія.

## Географія
Беллатерра розташована у муніципалітеті Сарданьола-дал-Бальєс, за 14 км від Барселони.

## Клімат
Клімат Беллатерри вологий субтропічний. Середня температура — 16 °С, найтепліший місяць — липень, із середньою температурою 27 °С, найпрохолодніший — грудень, з середньою температурою 7 °С.
Середньорічний рівень опадів складає 868 мм. Найбільше опадів випадає у листопаді — 131 мм, найменше у січні — 39 мм.
| Кліматограма Беллатерри                                                               | Кліматограма Беллатерри | Кліматограма Беллатерри | Кліматограма Беллатерри | Кліматограма Беллатерри | Кліматограма Беллатерри | Кліматограма Беллатерри | Кліматограма Беллатерри | Кліматограма Беллатерри | Кліматограма Беллатерри | Кліматограма Беллатерри | Кліматограма Беллатерри |
| ------------------------------------------------------------------------------------- | ----------------------- | ----------------------- | ----------------------- | ----------------------- | ----------------------- | ----------------------- | ----------------------- | ----------------------- | ----------------------- | ----------------------- | ----------------------- |
| С                                                                                     | Л                       | Б                       | К                       | Т                       | Ч                       | Л                       | С                       | В                       | Ж                       | Л                       | Г                       |
| 39 11 4                                                                               | 81 13 4                 | 87 17 8                 | 93 22 10                | 70 26 14                | 42 30 19                | 46 33 21                | 54 30 20                | 101 25 17               | 83 20 13                | 131 15 8                | 41 10 4                 |
| Середня макс. і мін. температури повітря (°C) Атмосферні опади (мм), за рік : 868 мм. |                         |                         |                         |                         |                         |                         |                         |                         |                         |                         |                         |

## Історія
Заселення території Беллатерри розпочалось у 1929 році. 22 червня 1930 року було створено залізничну станцію, після чого почалось заселення цієї території.
27 червня 2008 року було подано пропозицію про перетворення передмістя Барселони Беллатерра у децентралізоване муніципальне утворення. 6 липня 2010 року Беллатерра отримало статус децентралізованого муніципального утворення, та увійшла до складу муніципалітеті Сарданьола-дал-Бальєс.
У центральній частині Беллатерри розташований парк «Ель Педрегар де Беллатерра», площею 1,2 га.
У Беллатеррі розташований кампус Барселонського автономного університету, який діє тут з 1971 року.

## Населення
| 2011  | 2017    |
| 2 686 | ↗ 2 782 |

## Галерея

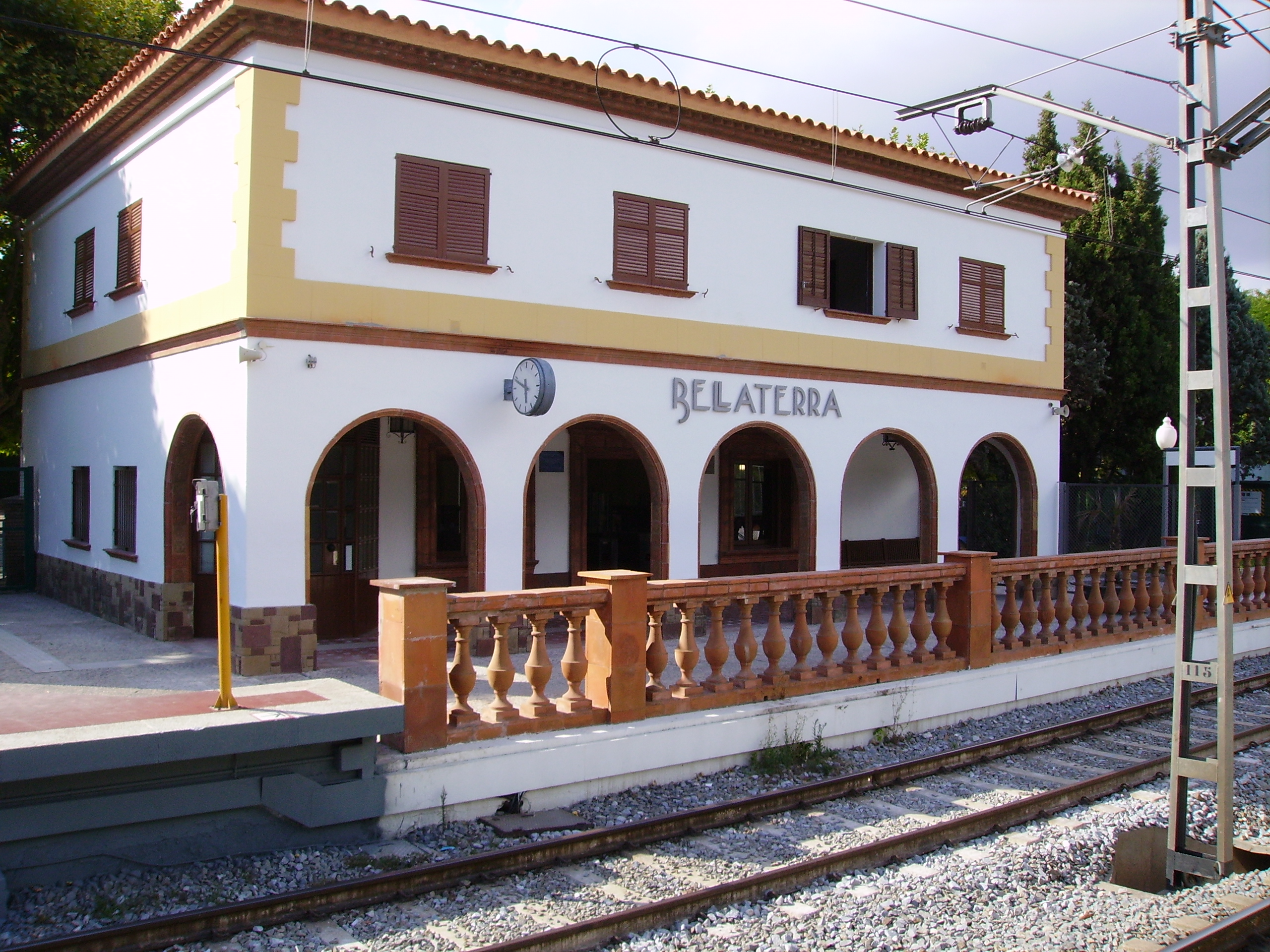
Колишній залізничний вокзал
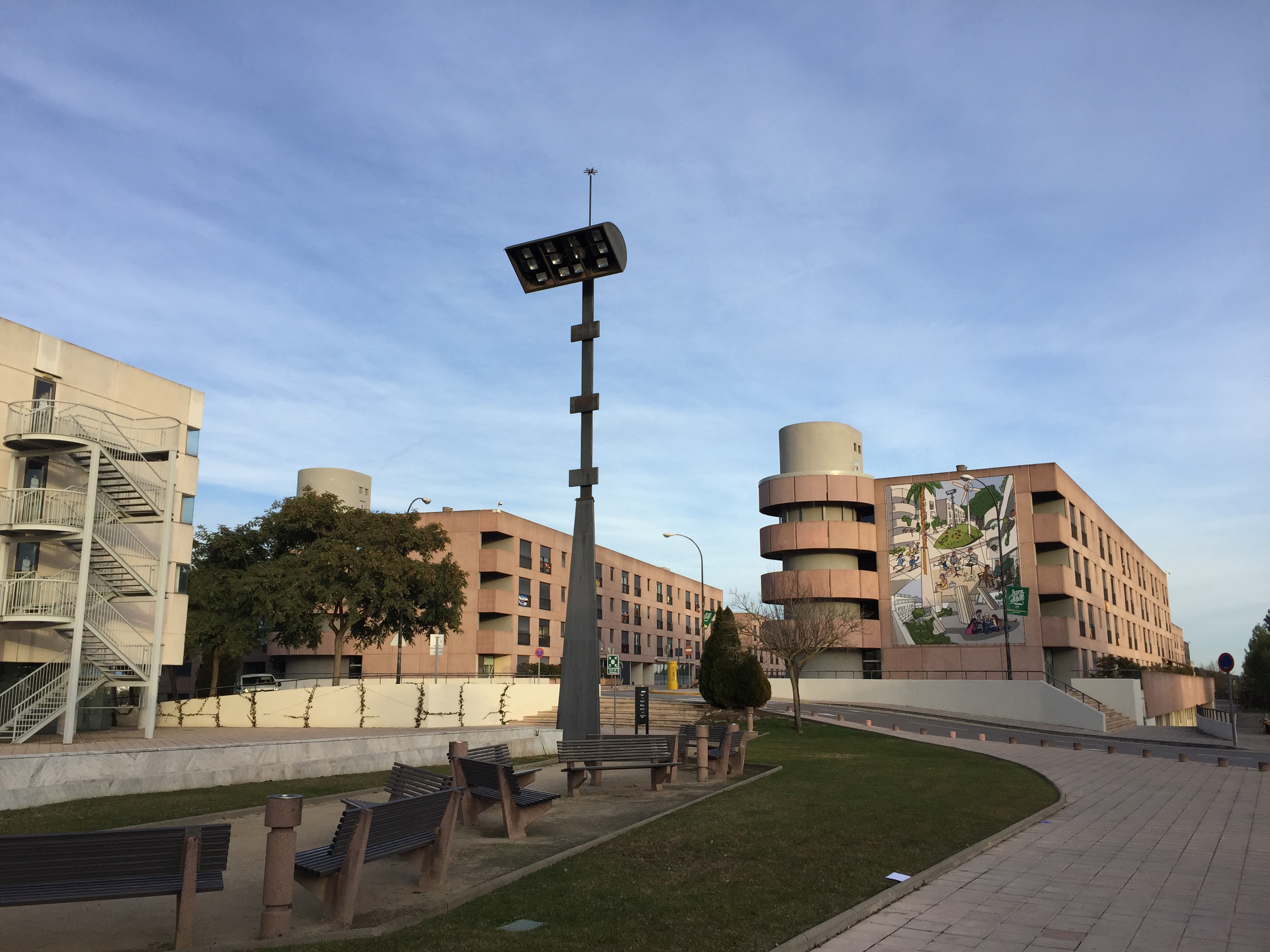
«Vila Universitària» Барселонського автономного університету
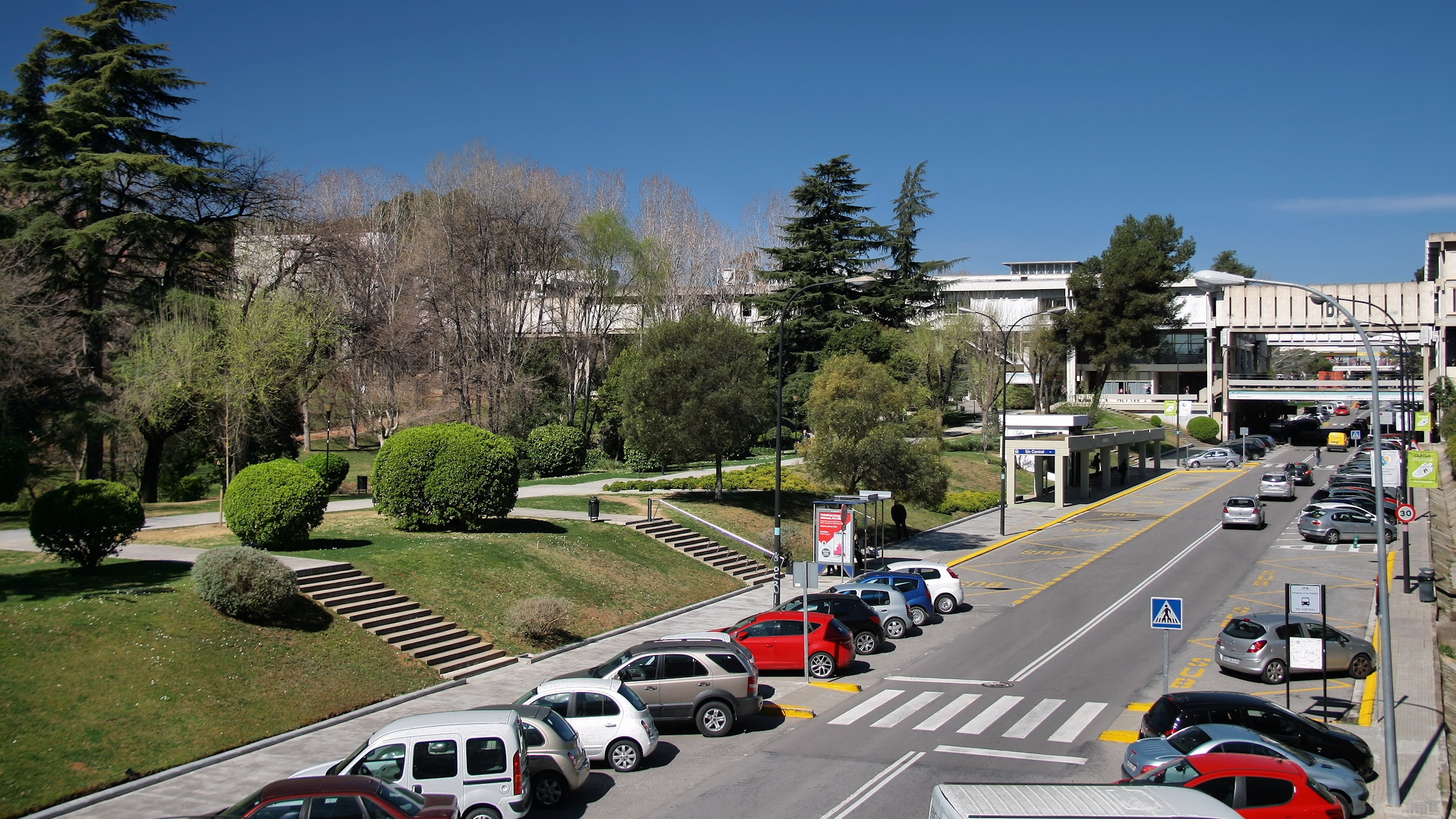
Кампус Барселонського автономного університету в Беллатерра
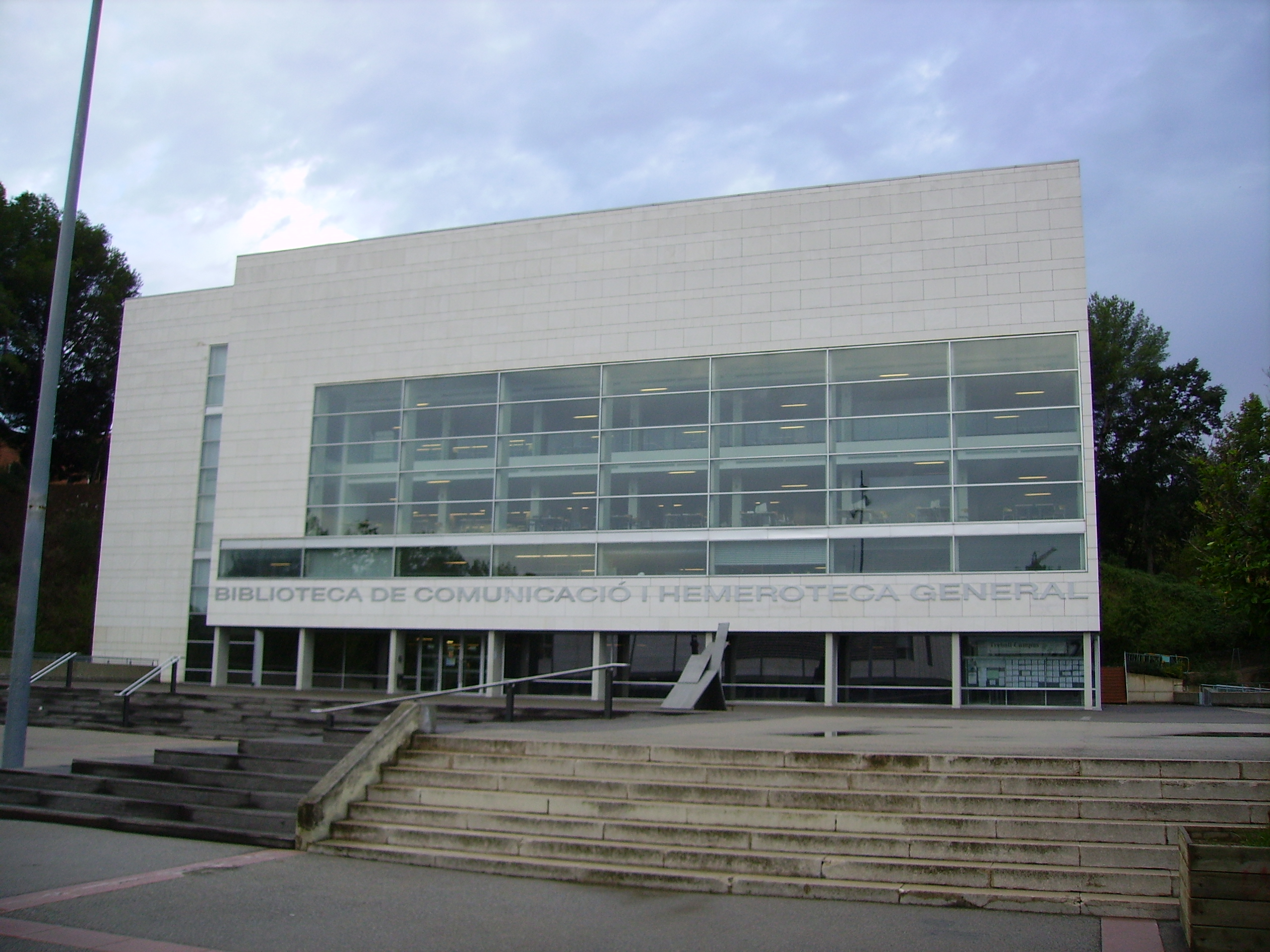
Бібліотека Барселонського автономного університету